# Vůz Bdpee231 ČD
Vozy řady Bdpee231, číslované v intervalu 61 54 20-71, jsou řadou osobních vozů druhé třídy z vozového parku Českých drah. Všechny vozy Bdpee231 (041–101) vznikly přestavbou 62 vozů řady Bp282, kterou provedly v letech 2015 až 2016 firmy Pars nova a ŽOS Trnava (vůz 101).

## Vznik řady
První výběrové řízení na modernizaci 62 vozů Bp282 vypsaly České dráhy na začátku roku 2011. Součástí modernizace mělo být přečalounění sedaček, dosazení centrálního zdroje energie, zásuvek 230 V, předsuvných dveří ovládaných tlačítky, vlakového rozhlasu a zvýšení rychlosti na 140 km/h. Modernizace celé řady měla stát 310 milionů Kč (5 milionů Kč za vůz) a měla být hotova do 30 měsíců od podpisu smlouvy.
Ještě v roce 2011 České dráhy původní výběrové řízení zrušily. Na konci roku vypsaly další výběrové řízení rozšířené o dosazení klimatizace, vakuových WC, audiovizuálního informačního systému, elektromagnetické kolejnicové brzdy a zvýšení rychlosti na 160 km/h. Celková cena rekonstrukce se zvýšila na 1,1 miliardy Kč (necelých 18 milionů Kč za vůz) včetně sady náhradních dílů pro každý vůz. Rekonstrukce všech vozů měla být hotova do 22 měsíců od podpisu smlouvy.
Výběrové řízení vyhrála v roce 2014 šumperská společnost Pars nova s celkovou cenou 1,09 miliardy Kč za všech 62 vozů. Zakázka byla rozdělena na modernizaci 31 vozů s opcí na modernizaci zbylých 31 vozů. První část měla být hotova do 17 měsíců od podpisu smlouvy.

## Technické informace
Jsou to velkoprostorové klimatizované vozy typu UIC-Y s nejvyšší povolenou rychlostí 160 km/h. Vozy jsou vybaveny podvozky GP 200 s kotoučovými a elektromagnetickými kolejnicovými brzdami.
Vnější nástupní dveře jsou předsuvné a ovládané tlačítky. Mezivozové přechodové dveře jsou posuvné a taktéž ovládané tlačítky. Podobně i vnitřní oddílové dveře. Vozy mají pevná nedělená okna, pouze první a poslední okna v oddíle pro cestující jsou vyklápěcí. Všechny okna mají determální bezpečnostní skla.
Ve velkoprostorovém oddíle se nachází celkem 72 míst k sezení v příčném uspořádání 2 + 2. Cestujícím jsou k dispozici velké rozkládací stolky. Uprostřed vozu jsou umístěny police na rozměrná zavazadla. Jeden z představků je vybaven háky pro přepravu až pěti jízdních kol, na druhém jsou umístěny dvě buňky WC.
Pro napájení osvětlení, klimatizace, informačního systému a zásuvek 230 V a dalších elektrických spotřebičů byl do vozu instalován centrální zdroj energie. Vůz je osvětlen pomocí zářivek.
Vozy jsou z výroby opatřené modro-bílým nátěrem ve stylu Najbrt.

## Provoz
GVD 2023/2024
EuroCity/InterCity
- Ex3 Praha - Brno - Bratislava - Budapest

Rychlík
- R10 Hradečan/Krakonoš Praha - Hradec Králové - Jaroměř - Trutnov
- R17 Vltava/Lužnice/Silva Nortica Praha – Veselí n. Lužnicí – České Budějovice/České Velenice (– Wien FJB)
- R18 Slovácký/Zlínský expres Praha - Olomouc - Přerov - Otrokovice - Luhačovice/Veselí n. Moravou/Zlín